# Anaphes regulus
Anaphes regulus är en stekelart som beskrevs av Walker 1846. Anaphes regulus ingår i släktet Anaphes och familjen dvärgsteklar. Inga underarter finns listade i Catalogue of Life.